# Villecomtal-sur-Arros
Villecomtal-sur-Arros – miejscowość i gmina we Francji, w regionie Oksytania, w departamencie Gers.
Według danych na rok 1990 gminę zamieszkiwały 773 osoby, a gęstość zaludnienia wynosiła 69 osób/km² (wśród 3020 gmin regionu Midi-Pireneje Villecomtal-sur-Arros plasuje się na 427. miejscu pod względem liczby ludności, natomiast pod względem powierzchni na miejscu 1002.).